# Edward Raymond Turner

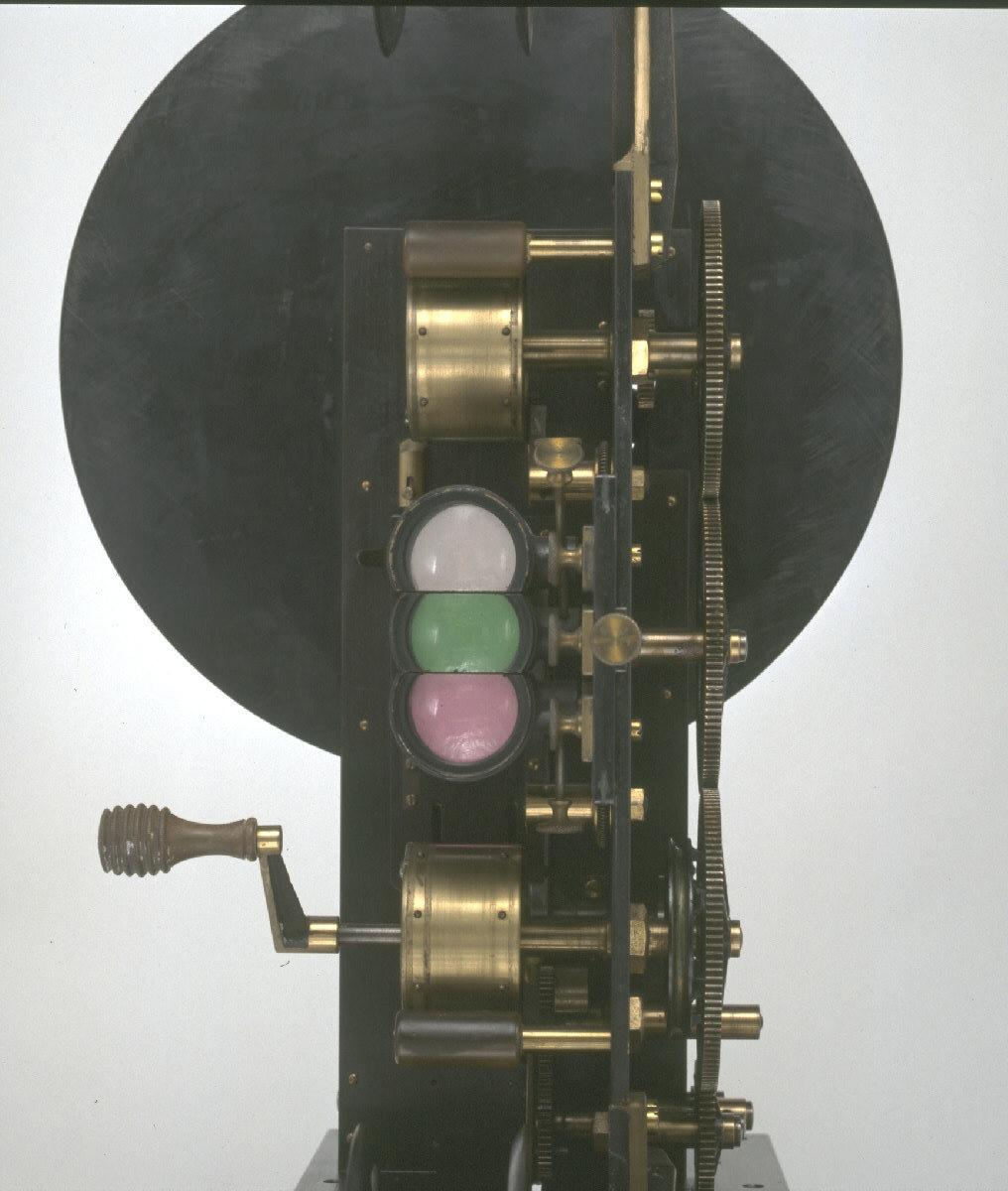
projektor wykorzystujący technikę tworzenia kolorowych filmów opatentowaną przez Edwarda Raymonda Turnera i Fredericka Marshalla Lee w 1899 roku

Edward Raymond Turner (ur. 1873, zm. 9 marca 1903) – fotograf i wynalazca, który wraz z Frederickiem Marshallem Lee 22 marca 1899 roku opatentował jedną z pierwszych technik tworzenia kolorowych filmów. 

## Pierwszy kolorowy film  w historii kinematografii
W 2012 roku brytyjskie Narodowe Muzeum Mediów w Bradford ogłosiło, że odnalazło najstarszy kolorowy film w historii kinematografii. Film autorstwa Edwarda Raymonda Turnera datowany na około 1902 rok znaleziono w zamkniętej puszce, w której pozostawał on przez 110 lat. Film został uwieczniony na taśmie filmowej o nietypowej szerokości 38 mm (standard to 35 mm), dlatego aby móc film pokazać, musiano do jego odtworzenia skonstruować przystosowany doń projektor.  W filmie możemy zobaczyć m.in. bawiące się dzieci autora filmu, papugę oraz akwarium ze złotą rybką.  